# Andy Magro
Andy Magro (* 12. Dezember 1990 als Andrea Magro in Leonberg, Baden-Württemberg) ist ein italienisch-amerikanisch-deutscher Schauspieler, Sprecher, Synchronsprecher, Sänger, Songwriter, Travel-Blogger und Fotomodell.

## Leben und Karriere
Magros Eltern stammen aus Italien und USA; er wuchs in Friolzheim und Mönsheim auf. In der Schule gründete er eine Theater- und eine Film-AG. Seine Ausbildung zum Groß- und Außenhandelskaufmann brach er ab, weil er an der Theaterakademie Köln aufgenommen wurde. Von dort wechselte er an die Stuttgarter Live act Akademie. 2005 stellte er in einem Musikvideo der Gruppe Wu-Tang Clan einen Junkie dar und warb ein Jahr später für Wella. 2009 hatte er die Hauptrolle im preisgekrönten Kurzfilm nachts, der auf den Biberacher Filmfestspielen uraufgeführt wurde. Er spielte in mehreren deutschen und italienischen Fernsehserien wie z. B. Aktenzeichen XY… ungelöst, SOKO Leipzig sowie Soulbound. Des Weiteren hatte er eine Nebenrolle als ältester Sohn Freuds im Kinofilm Eine dunkle Begierde.

## Filmografie

### Filme
- 2002: Mit Jeans in die Steinzeit
- 2005: Cash for Kids
- 2005: Wu Tang Clan – I Don’t Wanna Go Back (Musikvideo)
- 2006: Die Ideenschmiede
- 2007: Post von Sally
- 2008: Kinderspiel
- 2009: Nachts[4]
- 2009: Im Weg
- 2010: Sommerregen
- 2010: So oder so
- 2010: Kleinstadt
- 2011: Eine dunkle Begierde (A Dangerous Method)
- 2011: Im Jenseits des Wahnsinns (Beyond the Limits of Insanity)
- 2012: Badflash
- 2013: Der Feind an deiner Seite
- 2017: Club Mate – The Original (Werbung)
- 2018: Rain Man Parody
- 2018: Titanic Parody
- 2019: Andy Magro – I Will Never Let You Go (Musikvideo)
- 2020: Kokon – Wie im Schmetterlingstraum
- 2021: Medien Campus Bayern (Werbung)
- 2022: VW Move – Sondermodelle (Werbung)

### Fernsehserien
- 2011: SOKO Leipzig (Staffel 16, Episode 18)
- 2012: Aktenzeichen XY… ungelöst (Staffel 1, Episode 519)
- 2020: Soulbound – Für deine Freiheit musst Du kämpfen
- 2022: Aktenzeichen XY … ungelöst (Staffel 1, Episode 582)